# Clásica Belgrado-Čačak
La Clásica Belgrado-Čačak (oficialmente: Classic Beograd-Cacak) es una carrera ciclista Serbia que como su propio nombre indica se disputa entre Belgrado y Čačak, a mediados del mes de mayo.
Se creó en 1994 como amateur ascendiendo al profesionalismo en 2007, 2008 y 2013 formando parte del UCI Europe Tour dentro de la categoría 1.2 (última categoría del profesionalismo).

## Palmarés
En amarillo: edición amateur
| Año  | Ganador               | Segundo           | Tercero           |
| ---- | --------------------- | ----------------- | ----------------- |
| 1994 | Bojan Ristivojević    | Bandera de ?      | Bandera de ?      |
| 1995 | Dragomir Zivkovic     | Bandera de ?      | Bandera de ?      |
| 1996 | Milan Zivković        | Bandera de ?      | Bandera de ?      |
| 1997 | Miko Brkovic          | Bandera de ?      | Bandera de ?      |
| 1998 | Aleksandar Milenkovic | Bandera de ?      | Bandera de ?      |
| 1999 | Mikos Rnjakovic       | Bandera de ?      | Bandera de ?      |
| 2000 | Viktor Laza           | Bandera de ?      | Bandera de ?      |
| 2001 | Danilo Drašković      | Bandera de ?      | Bandera de ?      |
| 2002 | Predrag Prokić        | Bandera de ?      | Bandera de ?      |
| 2003 | Miko Brkovic          | Bandera de ?      | Bandera de ?      |
| 2004 | Miko Brkovic          | Bandera de ?      | Bandera de ?      |
| 2005 | Žolt Der              | Bandera de ?      | Bandera de ?      |
| 2006 | Goran Šmelcerović     | Bandera de ?      | Bandera de ?      |
| 2007 | Matija Kvasina        | Radoslav Rogina   | Maroš Kováč       |
| 2008 | Mitja Mahorič         | Maroš Kováč       | David Tratnik     |
| 2009 | Ivan Stević           | Vid Ogris         | Aleksandar Dukić  |
| 2010 | Ivan Stević           | Esad Hasanović    | Žolt Der          |
| 2011 | Žolt Der              | Nebojša Jovanović | Jovan Zekavica    |
| 2012 | Dejan Marić           | Đorde Stevanović  | Goran Šmelcerović |
| 2013 | Matej Mugerli         | Péter Kusztor     | Tomaz Nose        |

## Palmarés por países
| País       | Victorias |
| ---------- | --------- |
| Serbia     | 15        |
| Yugoslavia | 2         |
| Eslovenia  | 2         |
| Croacia    | 1         |